# The Gold Rush
The Gold Rush là một phim hài năm 1925 của Mỹ do Charlie Chaplin viết kịch bản, sản xuất và đạo diễn. Bộ phim gồm Chaplin trong vai nhân vật Người tìm vàng, Georgia Hale, Mack Swain, Tom Murray, Henry Bergman, và Malcolm Waite.
Chaplin lấy cảm hứng từ các bức ảnh của cơn sốt vàng Klondike và câu chuyện của Đoàn di cư Donner, trong đó kể khi bị tuyết phủ bao vây ở Sierra Nevada, mọi người đã phải ăn thịt lẫn nhau hoặc ăn da lấy từ giày của họ. Chaplin tin rằng bi kịch và hài hước là khá gần nhau, và đã quyết định kết hợp những câu chuyện về sự đói ăn và kinh dị vào trong hài kịch. Ông quyết định rằng nhân vật nổi tiếng của mình nên trở thành một thợ đào vàng tham gia tìm vận may cùng với một người lạc quan dũng cảm có quyết tâm đối mặt với tất cả những rủi ro liên quan đến việc tìm kiếm vàng, chẳng hạn như bệnh tật, đói ăn, cô đơn, hoặc khả năng anh ta có thể bị gấu tấn công bất kỳ lúc nào. Trong phim, chúng ta thấy những cảnh như Chaplin nấu ăn và mơ mộng về chiếc giày của mình, hoặc người bạn đói bụng Jim Lớn thấy Chaplin giống như một con gà.
The Gold Rush đã nhận được đề cử giải Oscar cho Âm nhạc hay nhất và Thu âm hay nhất sau khi phát hành lại vào năm 1942. Cho đến ngày nay phim này là một trong những tác phẩm nổi tiếng nhất của Chaplin, và bản thân ông đã tuyên bố nhiều lần rằng đây là bộ phim mà ông muốn được mọi người nhớ tới nhiều nhất.

## Cốt truyện

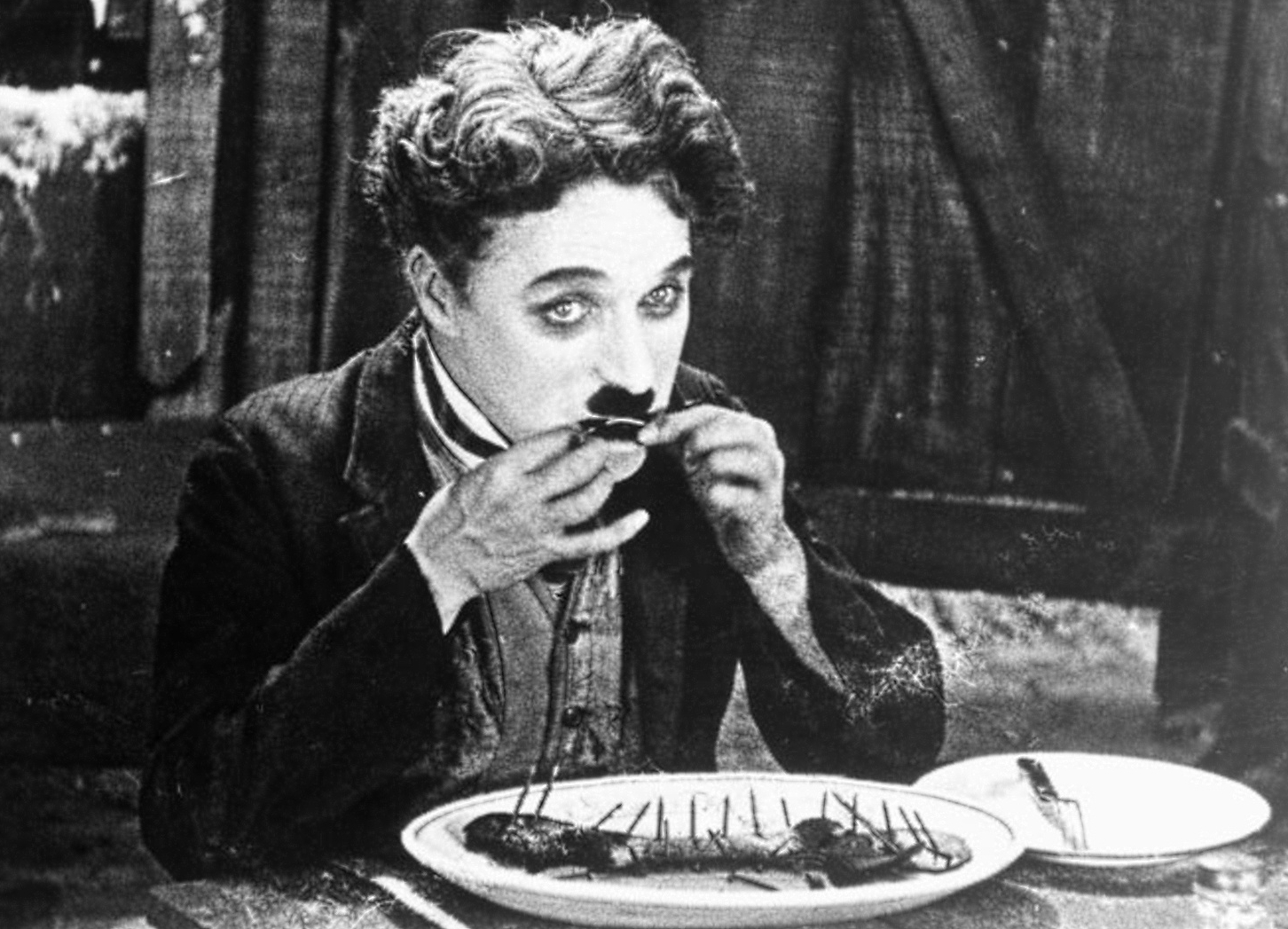
Cảnh Người tìm vàng phải ăn giày của mình vì quá đói

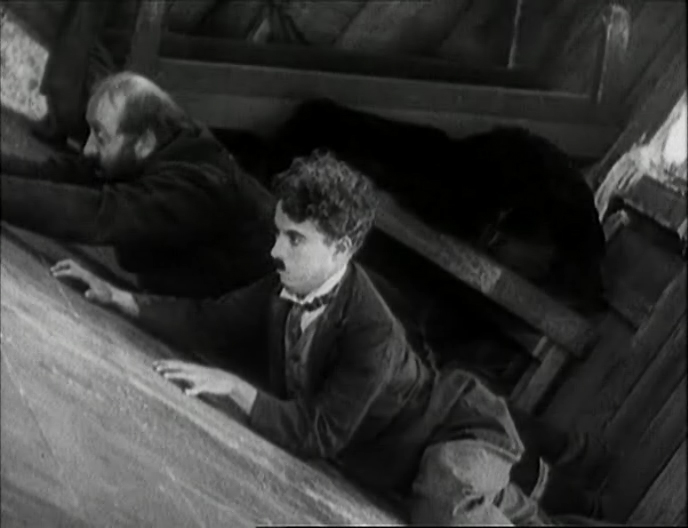
Jim Lớn và Người tìm vàng trong chiếc cabin đang rung lắc trên bờ vực

Jim Lớn, một người đi săn vàng của cơn sốt vàng Klondike, vừa mới tìm ra một mỏ vàng rất lớn ở trên vùng đất của mình thì bị một cơn bão tuyết lớn tấn công. Nhân vật đi tìm vàng của Chaplin cũng bị lạc trong cơn bão tuyết đó khi cũng đi tìm vàng. Anh ta lạc vào cabin của Larsen Đen, một tội phạm đang bị truy nã. Larsen cố gắng đuổi anh ta ra trong khi Jim cũng tình cờ lạc vào cabin của Larsen. Larsen cố gắng dọa cả hai người bằng cách sử dụng khẩu súng của mình nhưng bị Jim áp đảo, và cả ba đồng ý với một thỏa thuận ngừng bắn mà tất cả đều cảm thấy không thoải mái, với cả ba người tạm thời có thể ở lại trong cabin.
Khi cơn bão tiếp tục hoành hành mà thức ăn dần cạn kiệt, ba người bốc thăm xem ai sẽ phải đi ra ngoài trong trận bão tuyết để kiếm thêm một số thức ăn. Larsen thua và phải rời khỏi cabin. Trong khi ở bên ngoài tìm kiếm thức ăn, anh ta gặp phải địa điểm mỏ vàng của Jim và quyết định chờ tại đó để phục kích Jim khi anh trở về.
Trong khi đó, hai người còn lại trong cabin trở nên tuyệt vọng đến mức họ nấu và ăn một trong những đôi giày của Người tìm vàng. Sau đó, Jim bị mê hoặc, tưởng tượng Người tìm vàng là một con gà khổng lồ và tấn công anh ta. Tại thời điểm đó, một con gấu xâm nhập vào cabin và bị giết, giúp hai người có thức ăn tạm thời.
Sau khi cơn bão đi qua, cả hai rời khỏi cabin, Người tìm vàng tiếp tục vào thị trấn tiếp theo trong khi Jim quay lại mỏ vàng của mình. Ở đó, anh bị Larsen đánh gục bằng một cái xẻng. Trong khi chạy trốn với một ít vàng khai thác được, Larsen bị một trận tuyết lở vùi chết. Jim sau đó tỉnh dậy và đi lang thang trong tuyết, nhưng anh đã mất trí nhớ của mình do cú đánh. Khi anh trở về thị trấn, trí nhớ của anh đã được phục hồi một phần và anh nhớ rằng anh đã tìm thấy một mỏ vàng lớn, có vị trí gần một cabin nhất định và anh đã ở trong cabin với Người tìm vàng. Nhưng anh ta không biết vị trí của mỏ vàng cũng như của cabin. Vì vậy, anh ta đi tìm Người tìm vàng, hy vọng rằng anh ta còn nhớ vị trí của cabin.
Người tìm vàng đến thị trấn và gặp Georgia, một cô gái trong vũ trường. Để trêu Jack, một người đàn ông chuyên tán tỉnh phụ nữ đang ve vãn cô ép cô phải nhảy với hắn, Georgia quyết định nhảy với Người tìm vàng, vì đối với cô anh là "một thằng hề xấu xí nhất trong vũ trường". Về phần Người tìm vàng, ngay lập tức anh đã yêu cô. Sau khi gặp lại nhau lần nữa, cô chấp nhận lời mời của anh đến dự bữa tối Giao thừa nhưng không thực sự nghiêm túc và sớm quên mất chuyện đó. Trong khi chờ đợi Georgia đến ăn bữa tối, Người tìm vàng tưởng tượng làm trò vui với một điệu nhảy với nĩa cắm vào bánh mì. Khi cô không đến, anh tuyệt vọng bỏ ra khỏi nhà, đi một mình qua các con phố. Vào lúc đó, Georgia nhớ tới lời hứa của mình và quyết định đến thăm anh. Thấy ngôi nhà trống rỗng nhưng nhìn thấy bữa ăn tối được làm tỉ mỉ và một món quà được chuẩn bị riêng cho mình, Georgia cảm động và viết một bức thư cho Người tìm vàng, nội dung xin hẹn gặp anh.
Khi Người tìm vàng nhận được thư, anh lập tức chạy đi tìm Georgia. Nhưng đồng thời, Jim tìm thấy anh và kéo anh ta đi tìm chiếc cabin, cho anh chỉ đủ thời gian để hét lên với Georgia rằng anh sẽ sớm trở lại với cô với tư cách một triệu phú. Jim và Người tìm vàng tìm thấy cabin và ở lại đó qua đêm. Sáng ra, một trận bão tuyết khác đã đẩy chiếc cabin lên sát trên một vách đá ngay cạnh mỏ vàng của Jim. Sáng hôm sau, căn nhà gỗ rung lắc dữ dội trên vách đá trong khi cả hai người cố gắng chạy thoát ra ngoài. Cuối cùng Jim đã thoát được ra và kéo Người tìm vàng ra ngoài an toàn ngay trước khi cabin rơi xuống vực thẳm.
Một năm sau, cả hai đã trở nên giàu có. Nhưng Người tìm vàng không thể tìm thấy Georgia. Họ trở lại Hoa Kỳ lục địa trên một con tàu mà họ không biết rằng Georgia cũng đang đi du lịch trên đó. Khi Người tìm vàng đồng ý mặc bộ quần áo cũ của mình để báo chí chụp ảnh, anh rơi xuống cầu thang, gặp lại Georgia một lần nữa. Sau đó cô tưởng nhầm anh là một người đi lậu vé và cố gắng cứu anh khỏi bị nhân viên của tàu truy bắt. Cuối cùng hiểu lầm đã bị làm rõ và hai người vui vẻ đoàn tụ.

## Phân vai

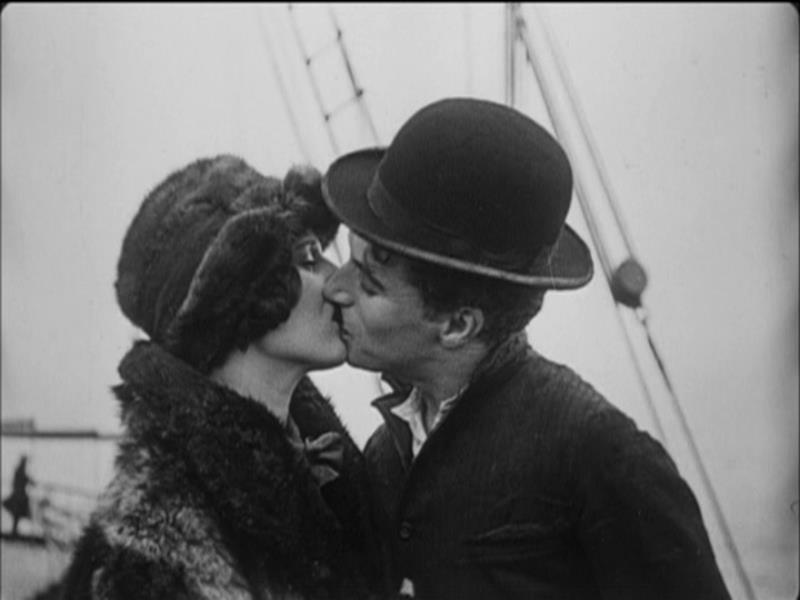
Nụ hôn trong cảnh đoàn tụ cuối cùng của phim

- Charlie Chaplin vai Người tìm vàng
- Georgia Hale vai Georgia
- Mack Swain vai Jim "Lớn" McKay
- Tom Murray vai Larsen Đen
- Malcolm Waite vai Jack Cameron
- Henry Bergman vai Hank Curtis
- Stanley "Tiny" Sandford vai Barman
- Sam Allen vai người đàn ông trong vũ trường

## Doanh thu chiếu rạp
The Gold Rush là một thành công lớn ở Mỹ và trên toàn thế giới. Đây là bộ phim câm có doanh thu cao thứ năm trong lịch sử điện ảnh, thu về hơn  4.250.001 USD tại phòng vé năm 1926. Chaplin tuyên bố tại thời điểm phát hành phim rằng đây là bộ phim mà ông muốn được mọi người nhớ đến.
Bộ phim đã giúp United Artists có được 1 triệu đô la và bản thân Chaplin có được 2 triệu đô la lợi nhuận.